# بست (فیلم ۲۰۰۶)
«بست» (انگلیسی: Sanctuary (2006 film)) فیلمی در ژانر مستند است که در سال ۲۰۰۶ منتشر شد.